# Kladorub, Vidin
Kladorub (în bulgară Кладоруб) este un sat în comuna Dimovo, regiunea Vidin,  Bulgaria. 

## Demografie
Componența etnică a satului Kladorub
     Bulgari (95,34%)
     Nicio identificare (4,65%)
     Altele (0%)
La recensământul din 2011, populația satului Kladorub era de 43 locuitori. Din punct de vedere etnic, majoritatea locuitorilor (95,34%) erau bulgari. Pentru 4,65% din locuitori nu este cunoscută apartenența etnică.